# Estación Adolfo Pinheiro
La Estación Adolfo Pinheiro es una de las estaciones del metro de la ciudad brasileña de São Paulo. Pertenece a la Línea 5 - Lila atendiendo al barrio Alto da Boa Vista, distrito de Santo Amaro. 
Sus obras fueron iniciadas el 17 de agosto del 2009. Su inauguración estaba prevista para 2011, pero aconteció en 12 de febrero de 2014.

## Tabla
| Sigla | Estación        | Inauguración          | Capacidad                  | Integración   | Plataformas | Posición    | Comentarios      |
| ----- | --------------- | --------------------- | -------------------------- | ------------- | ----------- | ----------- | ---------------- |
| APN   | Adolfo Pinheiro | 12 de febrero de 2014 | 14 mil pasajeros hora/pico | Bilhete Único | Laterales   | Subterránea | Obras terminadas |